# Xinguara
Xinguara là một đô thị thuộc bang Pará, Brasil. Đô thị này có diện tích 3779,412 km², dân số năm 2007 là 38509 người, mật độ 10,19 người/km².